# Dermowa
Dermowa – polana w Gorcach, na grzbiecie łączącym Bukowinę Obidowską z Bukowiną Miejską. Jest jedną z całego ciągu polan na tym grzbiecie, kolejno są to polany: Rożnowa, Łukasówka, Dermowa, Buchańska, Plowowa, Molowa i Supułowa. Dawno nieużytkowane. Nazwy polan pochodzą od nazwisk właścicieli.
Polana Dermowa znajduje się na północnych stokach grzbietu opadających do doliny Lepietnicy. Położona jest na wysokości około 940–960 m n.p.m. Roztacza się z niej ograniczony widok na dolinę Lepietnicy, grzbiet Średniego Wierchu i Turbacz. Górnym skrajem polany biegnie znakowany szlak turystyczny.
Dermowa należy do wsi Klikuszowa w województwie małopolskim, w powiecie nowotarskim, w gminie Nowy Targ.
Szlak turystyczny
 Klikuszowa – Dziaciowa – Bukowina Obidowska – Roznowa – Dermowa – Hrube – Miejski Wierch. Odległość 8,6 km, suma podejść 360 m, suma zejść 60 m, czas przejścia 2 godz. 15 min, z powrotem 1 godz. 15 min.